# Speyeria pallida
Speyeria pallida är en fjärilsart som beskrevs av Curt Eisner 1942. Speyeria pallida ingår i släktet Speyeria och familjen praktfjärilar. Inga underarter finns listade i Catalogue of Life.